# شهرستان دونگژی
شهرستان دونگژی (به لاتین: Dongzhi County) یک منطقهٔ مسکونی در چین است که در چیجوا واقع شده‌است.